# Хоморачу (Прахова)
Хоморачу (рум. Homorâciu) насеље је у Румунији у округу Прахова у општини Извоареле. Oпштина се налази на надморској висини од 490 m.

## Становништво
Према подацима из 2011. године у насељу је живело 2031 становника.